# Seznam osebnosti iz Občine Sežana
Seznam osebnosti iz Občine Sežana vsebuje osebnosti, ki so se tu rodile, delovale, umrle ali so z njo povezane.
Občina Sežana obsega naslednja naselja: Avber, Bogo, Brestovica pri Povirju, Brje pri Koprivi, Dane pri Sežani, Dobravlje, Dol pri Vogljah, Dolenje, Dutovlje, Filipčje Brdo, Godnje, Gorenje pri Divači, Gradišče pri Štjaku, Gradnje, Grahovo Brdo, Griže, Hribi, Jakovce, Kazlje, Kopriva, Kosovelje, Krajna vas, Kregolišče, Kreplje, Križ, Krtinovica, Lipica, Lokev, Mahniči, Majcni, Merče, Nova vas, Orlek, Plešivica, Pliskovica, Podbreže, Poljane pri Štjaku, Ponikve, Povir, Prelože pri Lokvi, Pristava, Raša, Ravnje, Razguri, Sela, Selo, Senadolice, Sežana, Skopo, Stomaž, Šepulje, Šmarje pri Sežani, Štjak, Štorje, Tabor, Tomaj, Tublje pri Komnu, Utovlje, Veliki Dol, Veliko Polje, Voglje, Vrabče, Vrhovlje, Žirje.

## Gospodarstvo
- Marko Bandelli, poslovnež, politik, župan, minister (1967, Trst, Italija – )
- Edvard Fonda, direktor skupine Kras, nagrajenec Občine Sežana
- Peter Kozler, pravnik, geograf, politik, gospodarstvenik, statistik, ustanovitelj pivovarne Union (1824, Koče pri Kočevski Reki – 1879, Ljubljana)
- Simon Kukec, podjetnik, pivovar, hmeljar (1838, Povir – 1910, Žalec)
- Radoš Lipanje, gospodarstvenik, podjetnik, direktor Kraškega zidarja, nagrajenec Občine Sežana
- Marjan Mateta, gospodarstvenik, direktor MITOL, nagrajenec Občine Sežana
- Karl Polley (primorci.si Arhivirano 2020-11-04 na Wayback Machine.), tovarnar, veleposestnik, gradbeni inženir, politik (1813, Sežana – 1877, Sežana)
- Giovanni Scaramangà (povezava na zunanjo stran), trgovec, ladjar, veleposestnik, politik, lastnik Botaničnega vrta Sežana (1872, Trst, Italija – 1960, Trst)
- Aleksander Tomšič, gospodarstvenik (1893, Ilirska Bistrica – 1992, Dutovlje)

### Vinogradništvo
- Borislav Lisjak, vinar, vinogradnik, nagrajenec Občine Sežana
- Primož Štoka primorci.si Arhivirano 2020-10-25 na Wayback Machine., vinogradnik, vinar (1962, Postojna – )

## Humanistika in znanost
- France Bernot, geograf (1923, Brezina pri Brežicah – 2001, Sežana)
- Lučka Čehovin, knjižničarka (1940, Barka – 2019, Sežana)
- Drago Čepar, matematik, družbenopolitični delavec (1946, Barka – )
- Danijel Čotar, agronom, publicist, kulturnoprosvetni delavec (1943,Tabor – )
- Helga Glušič, literarna zgodovinarka (1934, Ljubljana – 2014, Sežana); pokapana v Ljubljani, kjer je živela
- Franc Juriševič SB , kmetijski strokovnjak (1907, Sežana – 1989, Izola)
- Franjo Mahorčič, inženir kemije, metalurški strokovnjak (1911, Sežana – 1975, Ravne na Koroškem)
- Milko Matičetov, etnolog, etnograf (1919, Kopriva – 2014, Ljubljana)
- Jasna Majda Peršolja, zgodovinarka, etnologinja, nagrajenka Občine Sežana (1944, Rodik pri Kozini – )
- Marija Pirjevec, literarna zgodovinarka, prevajalka (1941, Sežana – )
- Ljudmila Plesničar Gec, arheologinja (1931, Sežana – 2008, Ljubljana)
- Božidar Premrl (primorci.si Arhivirano 2018-08-19 na Wayback Machine.), prevajalec, raziskovalec kamnite dediščine, nagrajenec Občine Sežana (1947, Vipava – )
- France Rebec SB, publicist, prevajalec (1841, Brestovica pri Povirju – po 1887, Rusija)
- Stanislav Renčelj, živilski tehnolog, nagrajenec Občine Sežana (1940, Sežana – )
- Milko Rener, klasični filolog, šolnik, umetnostni zgodovinar, publicist (1926, Štjak – 2012, ?)
- Jadran Sterle, filozof, novinar, scenarist, urednik, prevajalec, režiser, nagrajenec Občine Sežana (1949, Postojna – 2014, Unec)
- Josip Štolfa SB, strokovnjak strojništva (1894, Sežana – 1966, Ljubljana)
- Rudolf Turk, agronom, agrarni ekonomist-statistik (1907, Tomaj – 1984, Ljubljana)
- Josip Ukmar, naravoslovec fitocenolog (1894, Kopriva – 1982, Sežana)
- Valentin Matija Živic, inženir, podjetnik, izumitelj (1828, Skopo – 1917, Trst, Italija)
- Lovro Žvab, kulturno-zgodovinski publicist (1852, Dutovlje – 1888, Dutovlje)

### Kamnine in ohranjanje ostale kulturne dediščine
- Sandi Čevnja, ustvarjalnost na področju kamnoseštva, nagrajenec Občine Sežana
- Boris Čok, ohranjanje kamnite kulturne dediščine Krasa, nagrajenec Občine Sežana
- Gabrijel Jeram, kamnosek, zbiralec kamnov, nagrajenec Občine Sežana
- David Kocjan, za ohranjanje kulturne dediščine kot vzor mladim podjetnikom, nagrajenec Občine Sežana
- Vojko Ražem, ohranjanje kamnite kulturne dediščine Krasa, nagrajenec Občine Sežana
- Janko Šajna, ohranjanje kraške arhitekture, nagrajenec Občine Sežana
- Dušan Štok, ohranjanje kulturne dediščine, nagrajenec Občine Sežana
- Miran Vodopivec, avtor knjige Teran, promocija kraškega terena, nagrajenec Občine Sežana

## Informiranje
- Jožef Borghi SB, publicist, šolnik (1846, Motovun, Hrvaška – 1896, Ljubljana)
- Stano Kosovel SB, pesnik, novinar, publicist (1895, Sežana – 1976, Ljubljana)
- Olga Knez, spremljanje lokalnih dogodkov in poročanje o njih, nagrajenka Občine Sežana
- Milko Štolfa, slavist, novinar, založniški urednik (1924, Kopriva – 1986, Ljubljana)
- Ana Tavčar, voditeljica oddaje Dobro jutro

## Kultura in umetnost
- Stano Kosovel SB, pesnik, novinar, publicist (1895, Sežana – 1976, Ljubljana)
- Jože Pahor, učitelj, pisatelj, dramatik, urednik, publicist (1888, Sežana – 1964, Ljubljana)
- Josip Osti, pesnik, pisatelj, esejist, literarni kritik, antologist, prevajalec, nagrajenec Občine Sežana (1945, Sarajevo, Bosna in Hercegovina – )
- Aleksander Peršolja DSP, pesnik, prevajalec, učitelj, dramatik, nagrajenec Občine Sežana (1944, Neblo – )
- Aleksij Pregarc, igralec, pesnik, pisatelj, publicist, prevajalec, nagrajenec Občine Sežana (1936, Ricmanje, Italija – )
- Maja Razboršek DSP, knjižničarka, pesnica (1959, Ljubljana – )
- Pavel Skrinjar, kulturni organizator in publicist, nagrajenec Občine Sežana (1941 – )
- Magdalena Svetina Terčon, direktorica, moderatorka, folkloristika, pesnica, publicistika (1968, Postojna – )
- Igor Škrap, delo na področju kulture, nagrajenec Občine Sežana
- Barbara Škrlj, vrhunski umetniški dosežki, nagrajenka Občine Sežana

### Glasba
- Uroš Barič, kitarist, glasbeni producent (?, Sežana? – )
- Ivo Bašič primorci.si[mrtva povezava], dirigent, ravnatelj, glasbeni pedagog, nagrajenec Občine Sežana (1969, Postojna – )
- Branko Jovanović Vunjak – Brendi, pevec, pisec pop glasbe (1962, Ljubljana – 2011, Lipica)
- Karmela Kosovel, pianistka (1899, Sežana – 1990, Steinach am Brenner, Avstrija)
- Justina Kralj-Vuga SB, pevka, dramska igralka (1902, Merče – 1979, Trst, Italija)
- Leander Pegan primorci.si Arhivirano 2020-12-03 na Wayback Machine., dirigent, kapelnik, nagrajenec Občine Sežana (1939, Središče ob Dravi – 2017, Sežana?)
- Alojzij Šonc, zborovodja, skladatelj (1872, Tomaj – 1957, Kopriva)
- Viktor Šonc, skladatelj, glasbeni pedagog, zborovodja (1877, Tomaj – 1964, Ljubljana)

### Gledališče, film in ples
- Drago Gorup (Carlo Gori) Sigledal, igralec, režiser, kulturni delavec (1931, Sežana – )
- Gojmir Lešnjak - Gojc, slovenski filmski, gledališki ter televizijski igralec (1959, Ljubljana – )
- Ema Starc, gledališka igralka (1901, Sežana – 1967, Ljubljana)
- Milojka Širca, koreografinja, plesalka izraznega plesa, nagrajenka Občine Sežana
- Josip Tavčar, dramatik, gledališki kritik, gledališki pisec (1920, Dutovlje – 1989, Trst, Italija)

### Vizualna umetnost
- Avgust Černigoj, slikar, grafik (1898, Sežana – 1985, Sežana)
- Marko Marjan Dekleva primorci.si Arhivirano 2020-08-15 na Wayback Machine., arhitekt (1943, Slavina pri Postojni – )
- Janko Kastelic, slikar, nagrajenec Občine Sežana (1953, Pivka – )
- Simon Kastelic, slikar, nagrajenec Občine Sežana (1977, Postojna – )
- Stanislava Knez Milojković, slikarka, ilustratorka, oblikovalka, nagrajenka Občine Sežana (1930, Paraćin, Srbija – 2014, Sežana)
- Anton Kralj, slikar, kipar, grafik, ilustrator, oblikovalec pohištva (1900, Zagorica – 1975, Ljubljana)
- Miro Kranjec SB, slikar, kulturnoprosvetni delavec (1916, Sežana – 1999, Sežana)
- Josip Macarol, slikar (1871, Križ – 1951, Trst, Italija)
- Marjan Miklavec, slikar, nagrajenec Občine Sežana (1938, Narni, Italija – 2019, Sežana)
- Leopold Oblak (likovnik), likovno ustvarjanje s kraškimi motivi, nagrajenec Občine Sežana
- Jana Pečečnik Žnidarčič primorci.si[mrtva povezava], oblikovalka vizualnih komunikacij, predavateljica, ilustratorka (1969, Postojna – )
- Veselka Šorli Puc, slikarka, univerzitetna učiteljica, pisateljica, likovna kritičarka (1949, Kranj – 2017, Krajna vas)
- Janko Samsa, umetnik, lesena galanterija, izdelovanje miniaturnih naprav iz lesa, nagrajenec Občine Sežana (1950?, Žirje – )
- Damjan Švara primorci.si[mrtva povezava], kipar, kamnosek (1967, Postojna – )
- Josip Trebec primorci.si[mrtva povezava], fotograf, slikar, mizar (1873, Sežana – 1938, Sežana)
- Ivan Varl primorci.si Arhivirano 2020-09-22 na Wayback Machine., slikar, fotograf (1923, Kamna Gorica – 1979, Sežana)
- Leo Vilhar, slikar, muzealec (1899, Veliki Otok – 1971, Sežana)

#### Umetniki, povezani s Sežano
- Demetrij Cej, slikar, scenograf, kostumograf (1931, Beograd, Srbija – 2012, Gorica, Italija)
- Danijel Jejčič SB, slikar, grafik (1933, Ajdovščina – )
- Vladimir Alojz Klanjšček SB, slikar (1944, Števerjan – )
- Silvester Komel, slikar, likovni pedagog (1931, Rožna dolina – 1983, Rožna dolina)
- Marjan Kravos SB, slikar (1948, Trst, Italija)
- Maks Strenar SB, arhitekt (1901, Trst, Italija – 1968, Kranj)
- Franc (Franko) Vecchiet SB, grafik (1941, Trst, Italija – )
- Mario L. Vilhar SB, slikar-samouk, kipar-samouk, časnikar (1925, Veliki Otok pri Postojni – 2014, Domžale)
- Franc Zupet, slikar (1939, Ljubljana – )

## Politika
- Anton Černe, politik, poslanec (1813, Tomaj – 1891, Tomaj)
- Franc Gergič, politik (1865, Veliki Dol – 1928, Veliki Dol)
- Gustav Gregorin, politik, pravnik, odvetnik, gospodarstvenik (1860, Sežana – 1942, Ljubljana)
- Alfonz Grmek SB, politični delavec (1907, Avber – 1992, Sežana?)
- Janez Hočevar, politik, diplomat (1922, Velike Lašče – 2006, Sežana)
- Dušan Hreščak SB, politik, časnikar (1909, Lokev – 1991, Trst, Italija)
- Rajmund Mahorčič, politik (1840, Brežec pri Divači – 1895, Sežana)
- Franc Ravbar, politični delavec, železostrugar (1913, Vrhovlje – 1943, Srednja vas – Poljane)
- Ivan Rudolf, narodni delavec, profesor, časnikar, politik (1898, Vrabče – 1962, Trst)
- Marijan Suša primorci.si[mrtva povezava], družbenopolitični delavec, kulturnoprosvetni delavec, publicist, podjetnik (1950, Postojna – )
- Jožef Mercina (Gino), politik, gospodarski delavec (1920, Kopriva – 1983, Sežana)
- Drago Mirošič, diplomat, nagrajenec Občine Sežana (1940, Lokev na Krasu – )
- David Škabar, župan občine Sežana (1961, – )
- Franc Zlobec, kmet, politik (1866, Ponikve – 1944, Ponikve)

## Pravo in uprava, policija
- Jordan Gorjan SB, politični delavec (1896, Spodnja Vrtojba – 1960, Sežana)
- Anton Gregorič, politik, kulturni delavec, duhovnik (1852, Vrsno – 1925, Gorica, Italija)
- Peter Laharnar, pravnik (1858, Pečine – 1932, Dutovlje)
- Jožef Orel, pravnik, agronom (1797, Skopo – 1874, Ljubljana)
- Alojzij Polley SB, upravni uradnik, politik, sodnik (1816, Sežana – 1872, Sežana)
- Polde Rener, pravnik, javni delavec, publicist (1922, Ravnje – 1990, Sežana)
- Vladimir Rybář, pravnik, diplomat (1894, Sežana – 1946, Oslo)
- Lev Svetek, pravnik, pedagog (1914, Logatec – 2005, Sežana)
- Andreja Šantelj, policistka, nagrajenka Občine Sežana
- Boris Štoka primorci.si[mrtva povezava], sodnik, odvetnik (1936, Krajna vas pri Dutovljah na Krasu – 2016, Koper)
- Stanko Tomšič, pravnik, odvetnik, politik (1901, Skopo – 1945, Turjak)

## Religija
- Ivan Bidovec SB, narodni delavec, duhovnik (1906, Trst, Italija – 1978, Sežana)
- Marcelina Bole, redovnica (1886, Šepulje – 1973, Trst, Italija)
- Franc Černe, duhovnik (1822, Tomaj – 1902, Trst, Italija)
- Simon Červar SB, duhovnik (1874, Poreč, Hrvaška – 1931, Skopo)
- Ivan Delpin SB, pesnik, duhovnik (1905, Gorica – Podgora, Italija – 1993, Pliskovica)
- Albin Germek, duhovnik (1925, Tomaj – 1992, Kontovel, Italija)
- Ivan Germek, jezuit, misijonar v Indiji (1906, Tomaj – 1976, Ootakamund, Indija)
- Jožef Glažar SB, duhovnik (1889, Gorenje pri Divači – 1961, Sežana)
- Urban Golmajer SB, duhovnik (1829, Žirovnica – 1905, Tomaj)
- Anton Hreščak SB, duhovnik (1889, Sežana – 1935, Vrbovsko na Hrvaškem)
- Albin Kjuder SB, duhovnik, apostolski administrator, zgodovinar, knjižničar (1893, Dutovlje – 1967, Sežana)
- Pavel Franc Klapše SB, duhovnik (1688, Kostel – 1772, Tomaj)
- Josip Kompare SB, duhovnik, politik, kulturni delavec, organizator (1858, Kreplje – 1925, Saint Louis, ZDA)
- Anton Kuhn, duhovnik (1839?, Novo mesto – ?, Dutovlje)
- Judita Pipan, redovnica (1905, Tomaj – 1984, Žabnice)
- Frederick Rener, duhovnik, germanist, glasbenik (1919, Štjak – 1993, Marburg)
- Matija Sila SB, narodni delavec, duhovnik, zbiralec kulturnozgodovinskega gradiva (1840, Povir – 1925, Tomaj)
- Ivan Slavec SB, urednik, duhovnik (1859, Lipica – 1940, Trst, Italija)
- Marijan Širca SB, nabožni pisec, duhovnik, frančiškan (1854, Pliskovica – 1932, Brezje)
- Albin Škrinjar SB, biblicist, duhovnik, jezuit (1896, Sežana – 1988, Zagreb, Hrvaška)
- Henrik Šonc, duhovnik (1870, Tomaj – 1964, Tomaj)
- Peter Štoka primorci.si[mrtva povezava], biblicist, teolog, knjižničar (1971, Postojna – )
- Venceslav Šušteršič, duhovnik, frančiškan (1924, Kopriva – )
- Anton Ukmar, duhovnik (1796, Kopriva – 1877, Tomaj)
- Jurij Ukmar, duhovnik (1777, Kopriva – 1844, Trst)
- Avguštin Zlobec, duhovnik (1881, Ponikve na Krasu – 1970, Mačkolje)
- Matija Živčič, protestanski pridigar (?, Istra – 1585, Ravnje)

## Šolstvo
- Ivan Bano SB, šolnik, publicist (1880, Divača – 1910, Divača)
- Zmago Barič, prispevek k razvoju OŠ Srečka Kosovela Sežana, nagrajenec Občine Sežana
- Boris Bernetič primorci.si Arhivirano 2020-09-18 na Wayback Machine., učitelj, prisilni upravitelj, predsednik skupščine, projektant, nagrajenec Občine Sežana (1944, Rodik – )
- Miroslava Cencič SB, pedagoginja, publicistka (1934, Tomaj – )
- Stane Čehovin, šolnik, javni delavec (1935, Trst, Italija – )
- Antonio Gerin SB, tiskar, delavski organizator (1856, Sežana – 1926, Trst, Italija)
- Alojzij Hreščak SB, šolnik, prosvetni delavec (1886, Sežana – 1979, Ljubljana)
- Anton Mirko Kapelj SB, prosvetni delavec, politični delavec, publicist (1920, Stara Sušica – 1998, Sežana)
- Anton Kosovel, učitelj in zborovodja (1860, Črniče – 1933, Tomaj)
- Doris Orel, učiteljica, ravnateljica, pedagoško delo, nagrajenka Občine Sežana
- Oton Sajovic SB, šolnik, matematik (1907, Ljubljana – 1996, Sežana)
- Radica Slavković, delo na področju vzgoje in izobraževanja, ravnateljica vrtca Sežana, nagrajenka Občine Sežana
- Miroslav Ravbar SB, prosvetni delavec (1911, Vrhovlje – 2009, Ljubljana)
- Marija Rutar, učiteljica, muzealka (1903, Tolmin – 1979, Sežana)
- Vida Štolfa primorci.si Arhivirano 2020-09-19 na Wayback Machine., učiteljica, kulturna delavka, knjižničarka (1903, Divača – 2000, Sežana)
- Mirjam Štrukelj kamra.si, vzgojiteljica, učenje folklore najmlajših, nagrajenka Občine Sežana (1959, Sežana – )
- Albin Tavčar, šolnik (1920, Kreplje – 1985, Tržič, Italija)
- Miroslav Tavčar, šolnik (1914, Kreplje – 2008, Devin)
- Andreja Tomažič Hrvatin primorci.si[mrtva povezava], učiteljica, dirigentka, vokalistka, pevovodkinja (1985, Postojna – )

## Šport
- Primož Brezec, košarkar (1979, Sežana – )
- Frančiška Čebron – Fani, dolgoletna ustvarjalnost na področju ženske košarke, nagrajenka Občine Sežana
- Alojz Lah, jahač (1958, Lipica – )
- Dušan Mavec, jahač (1947, Lipica – 1995, Dunaj)
- Stojan Moderc, jahač (1949, Lipica – )
- Alojz Slavko Milič, aktivnost na področju strelstva in prispevek za razvoj tega športa, nagrajenec Občine Sežana
- Erik Salkić Wikipedia, nogometaš (1987, Postojna – )
- Dino Stančić Wikipedia, nogometaš (1992, Sežana – )
- Danilo Žerjal, atlet (1919, Dutovlje – 1984, Caracas, Venezuela)

## Vojska
- Drago Božac, častnik, veteran vojne za Slovenijo, župan občine Divača (1950, Sežana – )
- Franc Karel Anderlič, častnik, veteran vojne za Slovenijo (1940, Sežana – )
- Josip Križaj, pilot (1911, Kopriva – 1948, Jarmovec, Snežnik, Hrvaška)
- Mitja Miklavec, častnik, obrambni ataše (1960, Sežana – )
- Karl Ritter von Schaffer, Kamra Arhivirano 2020-11-05 na Wayback Machine. kontraadmiral, tajnik cesarja Maksimiljana (1831, Sežana – 1904, Sežana)
- Stojan Sedmak, častnik, veteran vojne za Slovenijo (1958, Sežana – )
- Pavel Šuc, generalpodpolkovnik JLA, namestnik načelnika general štaba JLA (1925, Pliskovica – 2001, Izola?)

### Povezani z drugo svetovno vojno
- Marija Bogataj, društvena delavka, mecenka (1900, ? – 1977, Sežana)
- Milan Bogataj, študent, partizan (1920, Sežana – 1943, Otalež)
- Stanislav Černe, uslužbenec, tigrovec, borec NOVJ (1907, Tomaj – 1982, Tomaj)
- Franc Bole, kmetovalec, tigrovec, borec NOBJ, politik (1903, Tomaj – ?, ?)
- Vinko Glažar, trgovski pomočnik, član organizacije TIGR in narodnoosvobodilne borbe (1907, Lipica – ni znano)
- Alojz Gorup, član organizacije TIGR, partizan (1900, Tomaj – 1977, Tomaj)
- Ciril Grmek, kmet, član organizacije TIGR, aktivist osvobodilne fronte (1905, Avber – 1944, Sežana)
- Zora Grmek Avber, članica organizacije TIGR (1919, Sežana – 1944, Trst, Italija)
- Maša Grom SB, narodna delavka (1872, Sežana – 1949, Sežana)
- Antonija Kante SB, partizanska mati (1887, Kobdilij – 1973, Sežana)
- Miro Kocjan SB, kulturni delavec, politični delavec (1924, Žirje – 2012, Koper)
- Valerija Kocjančič, aktivistka narodnoosvobodilne borbe, političarka (1898, Divača – 1982, Sežana)
- Rudi Kodrič (Branko), general, partizanski komandant, narodni heroj (1920, Mali Dol pri Komnu – 2006, Sežana)
- Albert Gruden (Blisk), častnik, partizan, komunist, vojni zločinec (1923, Šempolaj pri Nabrežini – 1982, Sežana)
- Marija Mahnič primorci.si Arhivirano 2020-12-02 na Wayback Machine., partizanska borka, pisateljica, dopisnica (1926, Rjavče – 2016, Sežana)
- Boris Slavik, častnik, partizan (1901, Trst, Italija – 1986, Sežana)
- Franc Svobodin Čok, študent prava, začetnik tržaškega mladinskega gibanja (1898, Lokev – 1922, Lokev)
- Viktor Šonc, uradnik, član organizacije TIGR (1902, Tomaj – 1943, Novo mesto)
- Mario Toffanin ang. Wikipedia, italijanski partizan (Padova, Italija, 1912 – 1999, Sežana)

## Zdravstvo in veterina
- Marko Amon SB, veterinar (1929, Subotica, Srbija – 2007, Sežana)
- Silvester Fonda, zdravnik ortoped (1942, Lokev - )
- Jelica Grmek, predsednica Medobčinskega društva invalidov, nagrajenka Občine Sežana
- Zdenka Ivančič-Szilagyi SB, zdravnica, strokovna pisateljica (1914, Skopo – )
- Stanislav Mahkota, zdravnik (1913, Voklo – 2010, Sežana)
- Joseph Milič-Emili sazu.si, zdravnik, zaslužni profesor fiziologije in medicine (1931, Sežana – 2022, Kanada?)
- Jožica Mugoša, zdravnica, nagrajenka Občine Sežana
- Viljem Ščuka, zdravnik (1938, Dutovlje – )
- Jože Volovec, delovanje in razvoj Društva diabetikov Sežana, nagrajenec Občine Sežana

## Drugo
- Feliks Pino - Friedenthal SB, baron, prevajalec, politik, častni občan Sežane (1826, Dunaj, Avstrija – 1906, Šentrupert pri Velikovcu, grad Kohlhof, Avstrija)
- Amalija Mahorčič primorci.si Arhivirano 2020-09-18 na Wayback Machine., iz sežanske družine Polley, mati Rajmunda Mahorčič (1817, Sežana – 1896, Matavun pri Divači)
- Marija Skrinjar, socialna delavka, publicistka (1857, Kobarid – 1931, Križ pri Tomaju)

### Jamarstvo
- Jože Gustinčič, uspešno delo na področju jamarstva in jamskega turizma, nagrajenec Občine Sežana
- Ludvik Husu, jamar in prostovoljni gasilec, nagrajenec Občine Sežana
- Viktor Saksida, jamar, nagrajenec Občine Sežana (1922, Sveto pri Komnu – )

### Nagrajenci Občine Sežana
- Zdenka Furlan, socialna delavka, prostovoljka, nagrajenka Občine Sežana
- Ines Pahor, prostorska instalacija Holokavst, nagrajenka Občine Sežana (1998?, Postojna? – )
- Srečko Rože primorci.si[mrtva povezava], antikvar, zbiratelj, nagrajenec Občine Sežana (1966, Postojna – )
- Dragica Sosič, skrb za Kosovelovo domačijo, nagrajenka Občine Sežana (1936, Repentabor? – )
- Lojze Spacal, slikar, grafik, nagrajenec Občine Sežana bivše občine Sežana (1907, Trst, Italija – 2000, Trst, Italija)
- Tinca Vidovič, pomoč mladim, odvisnim od nedovoljenih drog, nagrajenka Občine Sežana
- Janez Zemljarič, politik (1928, Bukovci – )